# Arenostola interlata
Arenostola interlata là một loài bướm đêm trong họ Noctuidae.